# Halloween 5: Zemsta Michaela Myersa
Halloween 5: Zemsta Michaela Myersa (ang. Halloween 5 lub Halloween 5: The Revenge of Michael Myers) – film fabularny (horror) produkcji amerykańskiej z 1989 roku. Film rozpoczyna się końcową sekwencją z czwartej części cyklu Halloween i ściśle wiąże się z fabułą swojej poprzedniczki.

## Opis fabuły
Szaleńczemu Michaelowi Myersowi, mimo licznych odniesionych ran, udaje się zbiec stróżom prawa, płynąc z prądem rzeki i następnie trafiając do domu pewnego starego człowieka. Zapada tam w śpiączkę, by zbudzić się dopiero w kolejne halloween. Kiedy mija rok, Michael zabija starca i powraca do Haddonfield w poszukiwaniu Jamie Lloyd – siostrzenicy, której nie udało mu się zabić. Przebywa ona w klinice dziecięcej i zupełnie zapomniała o wydarzeniach sprzed roku, z psychopatycznym wujkiem łączy ją jednak nietypowa więź i przeczuwa ona jego nadejście. Następną ofiarą zabójcy jest Rachel Carruthers, przyrodnia siostra Jamie, której tak jak Jamie, udało się uciec zabójcy. Niczego nie przeczuwająca dziewczynka zgadza się pomóc doktorowi Loomisowi w poszukiwaniu Myersa.

## Obsada
- Danielle Harris jako Jamie Lloyd
- Donald Pleasence jako dr Samuel „Sam” Loomis
- Wendy Kaplan jako Tina Williams
- Beau Starr jako szeryf Ben Meeker
- Jeffrey Landman jako Billy Hill
- Ellie Cornell jako Rachel Carruthers
- Max Robinson jako dr Max Hart
- Betty Carvalho jako pielęgniarka Patsey
- Tamara Glynn jako Samantha „Sam” Thomas
- Matthew Walker jako Spitz
- Jonathan Chapin jako Mikey
- Frank Como jako zastępca szeryfa Nick Ross
- David Ursin jako zastępca szeryfa Tom Farrah
- Troy Evans jako oficer Charlie Bloch
- Karen Alston jako Darlene Carruthers (materiały archiwalne)
- Don Shanks jako
  - Michael Myers,
  - mężczyzna w czerni

## Produkcja
Sukces filmu Halloween 4: Powrót Michaela Myersa (1988) sprawił, że jego główny antagonista urósł do rangi postaci kultowej wśród fanów podgatunku slasher. Twórcy popularnych wówczas serii Piątek, trzynastego i Koszmar z ulicy Wiązów powoli zmierzali do realizacji finalnych, wieńczących je części; zręcznie wykorzystał ten fakt producent Moustapha Akkad, który postanowił zrealizować sequel i rozwinąć sagę Halloween o kolejny epizod. Plan nakręcenia części piątej zrodził się w jego głowie jeszcze w momencie, gdy Powrót Michaela Myersa wyświetlano w kinach. Akkad chciał, by jego kontynuacja trafiła do dystrybucji kinowej październikiem 1989 roku − dokładnie rok po premierze "czwórki".

### Tworzenie scenariusza
Szkic scenariusza został nakreślony przez Shema Bittermana. Jego idea opierała się na uczynieniu z Jamie Lloyd nowego czarnego charakteru. Studio odpowiadające za realizację filmu odrzuciło ten pomysł, a Moustapha Akkad − z którego uznaniem również nie spotkała się wizja Bittermana − szybko znalazł nowego scenarzystę, Michaela Jacobsa. Dominique Othenin-Girard, wytypowany na reżysera projektu, przeredagował następnie gotowy skrypt i poszerzył go o sceny gore.
Donaldowi Pleasence'owi, odtwórcy kluczowej roli Sama Loomisa, nie przypadł do gustu plan Otherin-Girarda i Akkada. Aktor wziął pod obronę Shema Bittermana, twierdząc, że Jamie powinna zostać ukazana jako "wcielenie zła" po dźgnięciu swojej matki pod koniec części czwartej. Producent ostatecznie zanegował tę propozycję i postanowił dostarczyć fanom serii film, którego głównym oponentem jest Michael Myers.
Wcielająca się w postać Jamie Lloyd Danielle Harris wyznała po latach w jednym z wywiadów:

Przez zakończenie Halloween IV spodziewałam się, że w kolejnej części to ja będę morderczynią. Uważałam, że fajnie będzie powrócić jako zabójca − sama lub z Michaelem przy boku. Byłoby to straszne, lecz zabawne jednocześnie.

Produkcja Zemsty Michaela Myersa ruszyła 1 maja 1989 roku, gdy porządny skrypt nie był jeszcze opracowany.

## Opinie nt. filmu
Film spotkał się zarówno z pozytywnymi, jak i negatywnymi opiniami ze strony krytyki. Wśród fanów halloweenowej serii uchodzi za mocny, porządny horror.

## Box Office
| USA | US$ 11,642,254 |